# Тоскански ред
Тоскански ред је један од нижих редова класичне архитектуре новијег датума. Ред је заправо поједностављена дебља верзија дорског реда који је уврштен у категорију класичне архитектуре у 16. вијеку од стране италијанских архитектонских теоретичара. Тоскански ред има једноставно постоље, није канелуриран док капител и главни вијенац немају декорације. Једноставан астрагал опрштењује стуб испод једноставне капе.